# Катарина фон Изенбург-Бюдинген-Келстербах
Катарина фон Изенбург-Бюдинген-Келстербах (на немски: Katharina von Isenburg (Ysenburg)-Büdingen-Kelsterbach; * 11 април 1532; † 16 април 1574) е графиня от Изенбург-Бюдинген-Келстербах и чрез женитба графиня на Салм-Нойбург.

## Произход
Тя е дъщеря на граф Антон I фон Изенбург-Бюдинген-Ронебург (1501/1526 – 1560) и първата му съпруга Елизабет фон Вид (1508 – 1542), дъщеря на граф Йохан III фон Вид (ок. 1485 – 1533) и съпругата му графиня Елизабет фон Насау-Диленбург (1488 – 1559). Баща ѝ Антон I се жени втори път 1554 г. за Катарина Гумпел (1530 – 1559).

## Фамилия
Катарина се омъжва на 24 април 1562 г. в Бюдинген за граф Николаус III фон Залм (* 1528 – 1530; † 26 ноември 1580), син на граф Николаус II (III) фон Салм-Нойбург(1503 – 1550) и първата му съпруга графиня Емилия фон Еберщайн (1506 – 1540). Те имат децата:
- Максимилиан (* 1563; †?)
- Йохан Карл (* 1570; † млад)
- Йохан (* 1572; † млад)
- Анна Елизабет (* 30 юни 1565; † 1615), омъжена на 28 септември 1597 г. за Ладислаус фон Лобковиц (* 15 октомври 1566; † 20 март 1621)
- Йохана

След смъртта ѝ Николаус се жени втори път 1575 г. за фрайин Юдит фон Полхайм (* 5 март 1559; † 1613), която след смъртта му се омъжва за Ото Бернхард фон Абеншперг-Траун-Ешелберг (1559 – 1605).